# Joan Ballús
Joan Ballús Homs o Bellús Homs (Solsona, ¿? - Solsona, 21 de junio de 1783) fue un organista, compositor y maestro de capilla español.

## Vida
Joan Bellús, hijo de Onofre Bellús, sastre, y Magdalena Homs, nació en Solsona, provincia de Lérida, en fecha desconocida. Es de suponer que su formación musical fue en la Catedral de Solsona con alguno de los hermanos Borrells, ya que él mismo en una carta afirma «ser el suplicante hijo de la presente ciudad [de Solsona], y haber servido en su infancia a la dicha Iglesia [Catedral] con todo gusto [...]».
Las primeras noticias que se tienen de él aparecen tras la renuncia del maestro Ramón Riu, que en 1758 partía hacia Berga. Ballús se dirigió al cabildo para ofrecer sus servicios para los cargos de organista y maestro de capilla que quedaban vacantes. Hubo por lo menos otro candidato para la organistía, Miquel Corominas, clérigo de Solsona que ya había servido en la Catedral como cantor y organista en las ausencias y enfermedades de los titulares, sin exigir salario. Finalmente fue elegido Ballús el 7 de abril de 1758 para ambos cargos, a pesar de que en ese momento todavía no había recibido las órdenes sagradas.
La diócesis de Solsona era un obispado modesto, sin grandes posibilidades económicas, por lo que el cargo de maestro de capilla habitualmente iba unido al de organista. El 11 de diciembre firmaba un pacto con el cabildo en el que se definían sus obligaciones en los cargos:

Deurà dit Bellús com a mestre de canto, o de capella enseñar de cant, y tenir estudi obert per tots los escolans de la iglésia quen voldran arèndrer; y altres minyons que compendrà que pugan aprofitar per la capella; y la enseñansa serà matí y tarde, menos los días de festa.

Item deurà cantar a cant de orgue a las primeres y segones Vespres y a Misa Major totas las festas de primera y segona clase, menos los días de S. Joan, S. Jordi, S. Jaume, y altres que no sia costum; a no ser que las mània lo Capitol.

Item deurà cantar axí mateix totas las festas de segona clase, y Dominicas de primera; be que estos días en la misa no estarà obligat a dir Villancicos.

Item deurà en la Semana Santa cantar los Passio de S. Matheu y S. Joan, las Lamentacions, y Misereres del Phasos, Divendres de Quaresma; y si las confrarias pagan deurà cantar en las profesons del Dijous, y Divendres Sant y la Prosa de Nostra Senyora.

Item deurà cantar a la profesó del Corpus ab los Villancicos acostumats; també a las Matines de Nadal ab sos Villancicos a cada Nocturno segons costums; y a las Misa del Gall. Tindrà son càrrech los intrumens de música de la Obra, cuidant de ells com a cosa pròpria.

Item deurà cantar sempre que se oferirà portar la comunió general a algun capitular; també al portar lo cadàvar a la iglésia, y a la Misa; sens que puga demanar res.

Item deurà cantar en los enterros de pobres del Hospital, a que asistirà lo Capítol.

Item cuidarà que los escolans del altar major sían cantors, posanthi los que li aparega més convenient, però donantne primer rahó al cabiscol y al obrer; o be al Capítol, si és de son beneplàcit. També que vajan límpios, y ben morigerats, enseñanlos sas obligacions; y no permetrar que lo sagristà los tinga ocupats a oras de estudi, per cosa que no sia de son ofici.

Item no podrà cantar en la iglésia lletras profanas ni ambíguas; ni permetrar balls, ni representacions deshonestas als minyons, ni als escolans..

Item cuidarà que los cantor cumplían cada hu son ofici. Y si advertits no se correxen, ne donarà part al síndich, o al Capítol.

Item no sen podrà anar fora; ni faltar al estudi sens llicència del Capítol; o de son síndich. Ni en lo pertanyent a son offici regonexerà altre superior que al Capítol. A qui deurà asociar sempre que sía demanat, com a altre de sos officials. Y deurà fer de sustentor sempre que convenga.

Item los Disaptes i Diumenges deurà cantar la Missa de Notra Señora del Claustro, donant-li los administradós lo salari acostumat.

Com a Mestre de orga deurà enseñar de orga a un, o dos minyons del que té lo Capítol pera cantar. Sò és aquells que lo mestre de capella dirà que són bons per axò.

Item deurà tocar el orga sempre que se acostuma; sò és, tots los Dobles, octavas majors de Nostra Señora, S. Agustí, Dedicació de la iglésia; y sempre ques dega docar. Y quant las mània , o fasa alguna festa lo Capítol. Y no podrà encomanar lo orgue a ningú sens lo benepàcit del síndich, y obrer, o be del Capítol.

Item deurà acompañar ab orga, o harpa, i altre instrument sempre que lo mestre cantarà, tant dins, com fora de la iglésia. Y si és per lo Capítol, no pot demanar res, y sinó és obligat de anar ab lo mestre; però pagantli son salari.

Item sempre que lo mestre vodrà fer alguna prova, dega anarhi; y si no i va, que prenga la partidura li aparexerà tocar.

Item no podrà tenir estudi a part per enseñar de cant; sinó que fos volentho lo mestre, y ab beneplàcit del Capítulo. Ni puga posarse en res que toca al mestre, sens beneplàcit, y permís de aquest.

Item sempre que sen vulga anar fora, y haja de faltar en temps de tocar lo orga i acompañar, deurà demanar llicència al Capítulo, o a son síndich, ya ningú més. Ni regonexerà en son empleo altre amo que al Capítol, que deurà asociar quant sia demanat. Ni podrà entregar la clau del orgue a ningú sens permís del síndich, y obrer; o del Capítol.

Item deurà assistir als compregars, y enterros de capitulars com lo mestre. Y quant no estarà ocupat en son empleo dega fer sustentor, en defecte del sustentors, y quant menester sía.

Item deu tocar lo orgue tors los días ques diu la Missa de Nostra Señora del Claustro, com lo mestre; y tocar los goigs; pagant los administradors son salari.

Y tanto lo mestre com lo organista deurar cumplir ab tot lo de son encàrrech; y axis ho firma

Joan Bellús, mestre y organista
Deberá el dicho Bellús, como maestro de canto o de capilla, enseñar el canto y mantener el estudio abierto para todos los escolanes de la iglesia que quieran atender; y otros infantes que incluirá, que puedan ser de provecho para la capilla; y la enseñanza será mañana y tarde, menos los días de fiesta.

Item deberá cantar a canto de órgano en las primeras y segundas vísperas y en la misa mayor [en] todas las fiestas de primera y segunda clase, menos los días de S. Juan, S, Jorga, Santiago y otras que no sean costumbre; a no ser que las mande el capítulo.

Item deberá cantar así mismo todas las fiestas de segunda clase y dominicales de primera; aunque en estos días no estará obligado a cantar villancicos.

Item durante la Semana Santa deberá cantar las Pasión de San Mateo y San Juan, las Lamentaciones y misereres de Phasos, Viernes de Cuaresma; y si las cofradías pagan, deberá cantar en las procesiones del Jueves y Viernes santos y la prosa de Nuestra Señora.

Item deberá cantar en la procesión del Corpus con los villancicos acostumbrados; también en los maitines de Navidad con sus villancicos en cada nocturno según la costumbre; y en la Misa del Gallo. Tendrá a su cargo los instrumentos de música de la obra, cuidando de ellos como cosa propia.

Item deberá cantar siempre que se ofrezca llevar la comunión general a algún capitular; también al llevar el cadáver a la iglesia y a la misa; sin que pueda pedir nada.

Item deberá cantar en los entierros de [los] pobres del Hospital, a los que asista el capítulo.

Item cuidará que los escolanes del altar mayor sean cantores, poniendo lo que parezcan más convenientes, pero dando primero razón al capiscol y al obrero; o bien al capítulo, si es de su beneplácito. También que vayan limpios y bien modestos, enseñarles sus obligaciones; y no permitir que el sacristán lo tenga ocupados a horas de estudio, para cosa que no sea de su oficio.

Item no podrá cantar en la iglesia letras profanas ni ambiguas; ni permitir bailes, ni representaciones deshonestas a los infantes, ni a los escolanes.

Item cuidará que los cantores cumplan cada uno su oficio. Y si advertidos no se corrigen, dará parte al síndico o al capítulo.

Item no podrá irse fuera; ni faltar al estudio sin licencia del capítulo o de su síndico. Ni en lo que se refiere a su oficio reconocerá otra superior que al Capítol[, a] quien [se] deberá asociar siempre que le sea pedido, como a otro de sus oficiales. Y deberá hacer de sustentor siempre que convenga.

Item los sábados y domingos deberá cantar las misa de Nuestra Señora del Claustro, dándole los administradores el salario acostumbrado.

Como maestro de órgano deberá enseñar el órgano a uno o dos infantes de los que tiene el capítulo para cantar. Esto es, con aquellos que el maestro de capilla diga que son buenos para ello.

Item deberá tocar el órgano siempre que se acostumbra; esto es, todos los dobles, octavas mayores de Nuestra Señora, S. Agustín, Dedicación de la Iglesia y siempre que se deba tocar. Y cuando lo mande o haga alguna fiesta el capítulo. Y no podrá encargar el órgano a nadie sin el beneplácito del síndico y obrero, o bien del capítulo.

Item deberá acompañar con el órgano o arpa y otro instrumento siempre que el maestro cante, tanto dentro como fuera de la iglesia. Y si es por el capítulo, no puede demandar nada y sino está obligado a ir con el maestro, pero pagándole el salario.

Item siempre que el maestro quiera hacer alguna prueba, deba ir; y si no ya, que tome la partitura que le parezca tocar.

Item no podrá tener estudio aparte para enseñar canto; a no ser que lo quiera el maestro y con el beneplácito del capítulo. Ni podrá ponerse en nada que le corresponde al maestro, sin beneplácito y permiso de este.

Item siempre que quiera salir y haya de faltar en tiempo de tocar el órgano y acompañar. deberá solicitar licencia al capítulo o a su síndico y a nadie más. No reconocerá en su empleo otro amo que al capítulo, que deberá reunirse cuando le sea solicitado. Ni podrá entregar la llave del órgano a nadie sin permiso del síndico y obrero, o del capítulo.

Item deberá asistir a los rezos y entierros de capitulares como maestro. Y cuando no esté ocupado en su empleo debe hacer de sustentor, en defecto del sustentor y cuanto menester sea.

Item deberá tocar el órgano todos los días en los que se diga las misa de Nuestra Señora del Claustro, como maestro, y tocar los gozos, pagando los administradores su salario.

Y tanto el maestro como el organista deberán cumplir con todo lo de su responsabilidad y así lo firma

Joan Bellús, maestro y organista

El 26 de abril de 1762 se le perpetuó en el cargo de organista. Continuó sus cargos, pero con una interrupción desde 1770 y por unos años, bajo el obispado de José Mezquita, cuando se disolvió la capilla de música. El 5 de enero de 1772 el maestro Ballús reclamaba su salario de maestro de capilla, pero el síndico obrero tenía dificultades para pagar, «a causa de no haber al presente capilla». El maestro alegaba que el año anterior le habían pagado el salario a pesar de no poder cantar, al no haber músicos en la capilla y que estaba dispuesto y preparado para ejercer sus obligaciones en cuanto fuese posible.
Joan Ballús entregó su testamento escrito a mano ajena y firmado de mano propia, un papel doblado cerrado con una hostia amarilla, el 18 de junio de 1783. Fallecería como beneficiado de la Catedral en su casa de la calle de Llobera o Santa Ana de Solsona, el 21 de junio de 1783.